# Bloody Sunday (film)
Pour les articles homonymes, voir Bloody Sunday.
Pour plus de détails, voir Fiche technique et Distribution.
Bloody Sunday est un film irlando-britannique réalisé par Paul Greengrass et sorti en 2002. Il relate les événements dramatiques du « Bloody Sunday » survenus à Derry le dimanche 30 janvier 1972.
Il est présenté au festival du film de Sundance 2002.

## Synopsis
Janvier 1972. Ivan Cooper organise une marche pacifique pour l'égalité des droits entre catholiques et protestants, en Irlande du Nord. Mais la manifestation dégénère et des soldats de l'armée britannique ouvrent le feu sur les manifestants. Cette fusillade sanglante a fait treize morts et quatorze blessés par balles. Une quatorzième victime succombe à ses blessures quelques mois plus tard.

## Fiche technique
Sauf indication contraire, les informations mentionnées dans cette section peuvent être confirmées par la base de données cinématographiques IMDb,  présente dans la section « Liens externes ».
- Titre québécois : Dimanche sanglant[réf. nécessaire]
- Titre français et original : Bloody Sunday
- Réalisation et scénario : Paul Greengrass
- Musique : Dominic Muldowney
- Photographie : Ivan Strasburg
- Montage : Clare Douglas
- Décors : John Paul Kelly
- Costumes : Dinah Collin
- Production : Jim Sheridan, Arthur Lappin, Paul Trijbits, Pippa Cross
- Sociétés de production : Bórd Scannán na hÉireann, Granada Television, Hell's Kitchen Films, Irish Film Board, Portman Entertainment Group
- Budget : 2 000 000 £ (estimation)
- Format : 1.85:1 / Couleurs / son Dolby Digital 5.1
- Pays de production :  Irlande et  Royaume-Uni
- Genre : drame, historique
- Durée : 107 minutes
- Dates de sortie[1] :
  - États-Unis : 16 janvier 2002 (festival de Sundance)
  - Royaume-Uni : 20 janvier 2002 (diffusion TV)
  - Royaume-Uni : 25 janvier 2002 (sortie limitée en salles)
  - France : 15 octobre 2002 (Festival des cinémas d'Irlande et de Grande-Bretagne de Cherbourg-Octeville)
  - France : 30 octobre 2002
- Classification[2] :
  - États-Unis : R
  - Royaume-Uni : interdit aux moins de 15 ans
  - France : tous publics

## Distribution
- James Nesbitt : Ivan Cooper
- Tim Pigott-Smith : le major général Ford
- Allan Gildea : Kevin McCorry
- Gerard Crossan : Eamonn McCann
- Mary Moulds : Bernadette Devlin
- Carmel McCallion : Bridget Bond
- Nicholas Farrell : le brigadier Maclellan
- Mary Moulds : Bernadette Devlin

## Production
Paul Greengrass a été très tôt marqué par ce sujet. Avant d'être cinéaste, il a travaillé comme journaliste pour World in Action et a été très marqué lorsqu'il a interviewé en 1982 des membres de l'IRA, alors en pleine grève de la faim. Par ailleurs, après avoir réalisé le téléfilm The Murder of Stephen Lawrence (en) (inspiré de l'affaire Stephen Lawrence), il a voulu avec son producteur Mark Redhead faire un long métrage sur un autre sujet majeur : « Et nous avons voulu aller plus loin, en faisant un film sur notre pays, la Grande-Bretagne. Trente ans après à l'initiative de Tony Blair, une nouvelle enquête s'ouvrait sur les événements d'Irlande du Nord. Le sujet s'est donc imposé de lui-même. »
Pour ce film, le réalisateur cite Gillo Pontecorvo comme influence majeure, notamment son film La Bataille d'Alger sorti en 1966 :

« Lorsque j'ai commencé à réfléchir à ce que serait Bloody Sunday, j'ai revu La Bataille d'Alger. La puissance du film reste intacte. Il démontre que la guérilla est peut-être le seul moyen de se libérer de l'oppression. Il a été tourné avant les événements les plus tragiques. Il les annonçait, et il en est aujourd'hui l'écho. Dans Bloody Sunday, mon propos devait être différent. Je ne pouvais pas signer un film militant, en tout cas engagé d'un côté ou de l'autre. À la différence de La Bataille d'Alger qui exalte la victoire de l'idéalisme, Bloody sunday raconte sa triste défaite. »

Voulant faire un film très réaliste, Paul Greengrass a voulu engager des acteurs non professionnels dont certains ayant vécus le Bloody Sunday : des habitants de Derry qui avait défilé dans le jour J, des proches de victimes et même d'anciens membres de l'armée britannique. L'acteur principal, James Nesbitt, est d'ailleurs issu d'un milieu protestant de la région de Derry.
Le tournage a lieu à Ballymun à Dublin ainsi qu'à Londonderry (Irlande du Nord).

## Accueil
Le film a été diffusé à la télévision britannique où il a été vu par 4,5 millions de téléspectateurs, avant d'être distribué dans certaines salles de cinéma au Royaume-Uni cinq jours plus tard. Cette diffusion télévisée l'a rendu inéligible aux Oscars.

## Distinctions
- Prix du public, Festival de Sundance, 2002
- Hitchcock d'or, Festival du film britannique de Dinard, 2002
- Ours d'or, Festival de Berlin 2002